# Juge de paix au Royaume-Uni
Pour les autres articles nationaux ou selon les autres juridictions, voir Justice de paix.
 (octobre 2018).
Au Royaume-Uni, le rôle du juge de paix (en anglais : Justice of the Peace abrégé « JP ») varie d'une région à l'autre en common law. En Angleterre et au pays de Galles, les juges de paix siègent dans les magistrates' court, également dans certains cas en Irlande du Nord. En Écosse, ils siègent dans des tribunaux dédiés à la justice de paix.